# Парижский католический институт
Парижский католический институт (фр. Institut Catholique de Paris) — негосударственное высшее учебное заведение в Париже. Главный корпус расположен в VI округе Парижа на ул. rue d’Assas, 21.

## История
Институт был основан в 1875 году под названием «Католический университет Парижа» (фр. Université Catholique de Paris). Университет расположен в бывшем кармелитском монастыре, помещение которого позже подлежало неоднократным реконструкциям.

## Современность
Институт сегодня включает 21 подразделение: шесть факультетов (богословия, литературы, философии, социальных наук, педагогики и канонического права), научно-исследовательские институты, высшие школы, университетскую духовную семинарию (фр. Séminaire universitaire des Carmes), научно-исследовательские лаборатории и два музея. Большинство учёных степеней и дипломов, которые предоставляет Институт, признаются как Католической церковью, так и французским государством, большинство подразделений Института имеют аккредитацию и Министерства образования Франции, и Святого Престола.
Институт финансируется за счет Католической церкви и, частично, государственных субсидий, насчитывает 7500 студентов и 750 сотрудников. При Институте действуют библиотека и несколько специализированных библиотек (среди них — Библиотека канонического права и Библиотека византийских исследований), научно-исследовательские лаборатории и церковь Сен-Жозеф-де-Карм.
Католический университет Парижа относится к Союзу католических высших учебных заведений (фр. Union des Etablissements d’Enseignement Supérieur Catholiques, UDESCA), который включает в себя 5 французских католических университетов в Париже, Лилле, Лионе, Тулузе и Анже, а также ассоциированный с Международной федерацией католических университетов (англ. International Federation of Catholic Universities, FIUC), к которой принадлежат 200 католических университетов во всём мире.

## Французский институт византинистики
7 октября 1895 года при участии и по инициативе папы Льва XIII в городе Кадыкёй, Османская империя, появился богословский институт под названием «Практическая школа высшего образования», который ставил перед собой цель вернуть в лоно католической церкви болгарских и греческих «христианских диссидентов». Подготавливаемые институтом священники признавали верховенство папы, но практиковали греко-византийские обряды. Сферой деятельности института были история, язык и литургия греко-славянских церквей. Институт вверили Конгрессу ассумпционистов, которым руководил отец Луи Пети (1868—1927) родом из Савойи, позже, в 1912 году, назначенный латинским архиепископом Афин и апостольским делегатом в Греции. В дальнейшем институт, переименованный в «Институт востоковедения», перевели в Бухарест, а в 1947 году он переехал в Париж, где получил современное название «Французский институт византинистики» (фр. Institut français d'études byzantines), в 1980 году войдя в состав Парижского католического института. Институт занимается исследованиями в области греческого и восточного христианства и византинистики и выпускает журнал Revue des études byzantines, в прошлом Échos d’Orient.

## Некоторые известные выпускники и преподаватели
- Бовуар, Симона де
- Вен-Труа, Андре
- Маритен, Жак
- Тейяр де Шарден, Пьер
- Бенцони, Жюльетта
- Эммануил (Адамакис)
- Де Рейнольд, Гонзаге

## Институт иРусское зарубежье
В разные годы в институте преподавали и учились представители русской эмиграции, среди них:
- Гаврилов, Михаил Николаевич
- Жеденов, Лев Николаевич
- Маклаков, Георгий Николаевич
- Оболенский, Сергей Сергеевич
- Пузына Иван Владимирович
- Цебриков, Георгий Владимирович
- Юдин-Бельский Михаил Андреевич